# ولاية رخيوت
ولاية رخيوت هي إحدى ولايات سلطنة عمان بالتحديد محافظة ظفار تقع ما بين ولاية صلالة وولاية ضلكوت ويربطها طريق معبد ذو مواصفات عالمية عالية فهو يشق الجبال بتناغم بديع وتبعد مركز رخيوت عن مدينة صلالة مركز محافظة ظفار حوالي 140 كيلو متر تقريباٌ. إلا أن حدود ولاية رخيوت تبدأ بعد عقبة اقيشان تحديدا عند مدخل فزايح وتتمتع رخيوت بمناظر جميلة فهي منطقة جبلية كما أنها بحرية وأيضاً صحراوية وفي فصل الخريف تكتسي باللون الأخضر الذي يضيف إليها الجمال. ولاية رخيوت لديها مواقع سياحية عدة تأتي إليها الكثير من الزوار من مختلف الدول خاصة بوقت موسم الخريف. كانت ولاية رخيوت تضم منطقة شاسعه من صحراء ظفار، إلى أن تم تقسيمها في العقد الماضي بينها وبين ولاية المزيونة الولاية البدوية التي تلاصق الجمهورية اليمنية ويربطهما منفذ شحن. تحوي ولاية رخيوت العديد من القرى أقربها إلى صلالة الفزايح ذات الجبل الرائع ثم شعث الرائعة التي يتوافد عليها السياح ثم تأتي أجدروت ثم عرفت ثم نيابة شهب اصعيب حيث أن الحركة الاقتصادية نشطة وتتوفر خدمات جيده فيها وصولا إلى إرديت ومرورا بجديرت وشيرشتي وامبروف التي تتميز بمنظر خلاب في فصل الخريف، وارقوف واحار ووصولا إلى مركز الولاية مدينة رخيوت في الجنوب الغربي للولاية حيث تلتقي الطبيعة الساحرة والتضاريس الأخاذة فيعانق البحر الجبال الشاهقة فيرتسم ساحل خلاب يسحر الألباب بالإطلالة الجبلية وتمتد حدود ولاية رخيوت غربا إلى حراض المنطقة التي تتوسط نقطة جيش ارجوت اشخريت ووادي المغسيل التابع لولاية ضلكوت.
تسكن ولاية رخيوت الكثير من القبائل العربية، وكما هو حال سلسلة جبال محافظة ظفار جبل سمحان وجبل القرا وجبل القمر، يتميز ساكنيها بالكرم والشهامة والتكافل الاجتماعي. علما أنهم من ذوي الدخل المتوسط والمحدود. ضحّت هذه الولاية كثيرا من أجل الوطن ودارت في رحاها معارك دامية في بداية النهضة المباركة. تنعم اليوم وكحال عمان بكل الأمن والسلام والاستقرار.